# Pantelis Pantelidis
Pantelis Pantelidis (gr. Παντελής Παντελίδης; ur. 23 listopada 1983 w Atenach, zm. 18 lutego 2016 tamże) – grecki piosenkarz, autor tekstów piosenek.

## Życiorys
Urodził się 23 listopada 1983 roku i dorastał w Nea Ionia. Jego matka pochodzi z Agrinio w Grecji, a ojciec z regionu Isparta w Azji Mniejszej.
Służył w greckiej marynarce wojennej jako podoficer, ale porzucił karierę wojskową, aby poświęcić się muzyce. Był muzykiem samoukiem i zyskał sławę dzięki swoim teledyskom na YouTube. Po osiągnięciu sławy na platformie kontynuował karierę muzyczną. Wydał cztery albumy, które odniosły sukces komercyjny.
Współpracował z wieloma greckimi artystami, takimi jak Vasilis Karras, Despina Vandi i inni.
Zdobył trzy nagrody na MAD Video Music Awards, corocznej gali wręczenia nagród w Grecji. Swoją pierwszą nagrodę zdobył w 2013 roku jako „najlepszy nowy artysta”, w 2015 roku jako „najlepszy grecki piosenkarz”, natomiast w 2016 roku, już po swojej śmierci, ponownie jako „najlepszy grecki piosenkarz”. W jego imieniu nagrodę odebrali jego najbliżsi przyjaciele i rodzina.
Zginął w wieku 32 lat, 18 lutego 2016 roku, w wypadku samochodowym na alei Voulagmenis w Atenach.
25 czerwca 2016 roku ukazał się singiel Pantelidisa. Piosenka Thimamai na YouTube osiągnęła ponad 30 000 000 wyświetleń.
14 grudnia 2016 roku na oficjalnym kanale artysty w serwisie YouTube opublikowano wcześniej nagraną piosenkę Pantelidisa Alli Mia Efkeria. W ciągu dwóch dni od premiery film został obejrzany ponad 1,1 miliona razy. Po czterech tygodniach film obejrzano ponad 20 milionów razy.
18 lutego 2017 roku, rok po jego śmierci, wydano nieopublikowaną piosenkę demo Karavia Sto Vitho.
27 października 2017 roku ukazała się Tha Zo, kolejna niepublikowana piosenka artysty. Utwór został napisany i skomponowany przez Pantelisa Pantelidisa, a zaśpiewany przez Amaryllisa. W ciągu miesiąca film obejrzano 3 000 000 razy.
1 grudnia 2017 roku ukazała się jego ostatnia nieopublikowana piosenka Na Se Kala. W ciągu miesiąca film wyświetlono ponad 6 000 000 razy.

## Sukces na YouTube
Już w młodym wieku Pantelis Pantelidis zaczął pisać własne piosenki. Podczas nagrywania filmów zaczął je wysyłać bliskim przyjaciołom i rodzinie, którzy następnie zamieszczali je na YouTube.
2 lutego 2012 roku opublikował wideo, w którym śpiewa swoją autorską piosenkę Den Tairiazete Sou Leo z akompaniamentem gry na gitarze akustycznej, której nauczył się sam. Filmik natychmiast zyskał popularność i w krótkim czasie został obejrzany ponad milion razy. Teledysk doprowadził do podpisania kontraktu z popularną grecką wytwórnią płytową.
W 2012 roku jego debiutancki album uzyskał status podwójnej platynowej płyty.

## Śmierć
Do zderzenia doszło na alei Voulagmenis z Mercedesem W164 ML 63 AMG, zaledwie dzień przed planowanym występem artysty w znanym ateńskim klubie nocnym z Despiną Vandi i Kostasem Martakisem. Istnieje wiele spekulacji na temat tego, kto kierował pojazdem.
W samochodzie podróżowały z nim dwie kobiety, jedną z nich była Mina Arnaouti. Drugą kobietą była Froso Kyriakou. Obie przeżyły, choć miały poważne obrażenia. Arnaouti opublikowała później zdjęcia wypadku, na których widać ciało na siedzeniu kierowcy.
W późniejszej analizie Giorgos Fitsialos, jeden z wielu ekspertów badających tę sprawę, odkrył w dwóch próbkach pobranych z kierownicy pojazdu mieszane profile genetyczne co najmniej dwóch osób, z których jedną był Pantelis Pantelidis.
Po jego śmierci dwa z jego utworów dotarły do pierwszego miejsca na liście Billboardu „Greece Digital Songs”. Te dwie piosenki to „Ta Shinia Sou” i „Pino Apo 'Ki Psila Gia Sena”.

## Dyskografia

### Albumy studyjne
- Alkoolikes lub Nyxtes (2012)
- Ouranio toxo pou tou Lypane dyo Xromata (2013)
- Panselinos kai kati A'Meros Eis-Pnoi (2014)
- Panselinos kai kati B”Meros Ek-Pnoi (2015)

### Single CD
- I agapi einai thyella – z Vasilisem Karrasem i Paolą Foką (2012)
- Gia Ton Idio Anthropo Milame – z Vasilisem Karrasem (2012)
- Tis Kardias mou to grammeno (2015)
- Thimamai (2016)
- Alli Mia Efkeria (2016)
- Karavia Ston Vytho + Alli mia efkeria (2017)
- Kako skyli (remiks Valentino) (2017)
- Na 'sai kala (2017)

### Kompilacje
- 2 Nea Tragoudia Ginetai+Alkoolikes oi nyxtes (2013)
- Panselinos kai kati Eis-pnoi + Ek-pnoi (2015)
- Gia panta (Best ) (2016)

## Nagrody
| Rok  | Nagrody                                                      |
| ---- | ------------------------------------------------------------ |
| 2013 | MAD Awards: Najlepszy nowy artysta (zwycięzca)               |
| 2013 | MAD Awards: Najlepsza Piosenka Roku (Nominacja)              |
| 2014 | Najlepszy teledysk MAD Greekz (zwycięzca)                    |
| 2014 | MAD Awards: Najlepszy artysta (nominacja)                    |
| 2015 | MAD Awards: Najlepszy artysta (zwycięzca)                    |
| 2015 | Najlepszy teledysk MAD Greekz (zwycięzca)                    |
| 2015 | Specjalne Mad Greekz za piosenkę Ginetai (zwycięzca)         |
| 2015 | MAD Awards: Teledysk Roku (Nominacja)                        |
| 2016 | Najlepszy dorosły mężczyzna (zwycięzca - pośmiertnie)        |
| 2017 | Piosenka Roku „Thimamai” (zwycięzca – pośmiertnie)           |
| 2018 | Piosenka roku „Karavia ston vitho” (nominacja – pośmiertnie) |